# 2017 YE5
2017 YE5 est un astéroïde binaire géocroiseur potentiellement dangereux de la famille Apollon passé à environ 16 distances lunaires de la Terre le 21 juin 2018. Découvert le 21 décembre 2017 par le Morocco Oukaimeden Sky Survey, sa nature binaire est suspectée après observation de deux lobes par le Goldstone Solar System Radar (en) entre le 21 et le 22 juin 2018 puis confirmée entre le 24 et le 26 juin de la même année par Goldstone et le radiotélescope d'Arecibo. Les deux composantes de l'astéroïde ont une période de révolution commune comprise entre 20 et 24 heures.